# Španjolsko osvajanje Meksika
Španjolsko osvajanje Meksika je jedan od značajnijih dijelova španjolskog osvajanja Amerike. Najznačajniji konkvistador tokom osvajanja Meksika bio je Hernán Cortés.
Španjolsko osvajanje Meksika se odnosi na Cortésovo osvajanje Aztečkog carstva od 1519. do 1521. godine. Osvajanje Yucatána se odnosi na osvajanje i početno pokoravanje nezavisnih gradova-država kasne postklasične civilizacije Maja. Španjolcima je trebalo više od 170 godina da uspostave kontrolu nad područjem Maja.
Nakon otkrića Yucatána kubanski guverner Diego Velázquez de Cuéllar poslao je 1517. godine Hernándeza de Córdobu da istraži područje. Maje su napale ekspediciju i ubile 20 Španjolaca. Poslije neuspješne ekspedicije, guverner Velázquez je 1518. poslao novu ekspediciju od četiri broda da plove južno duž Yucatána i provincije Tabasco, koja je bila dio Aztečkog carstva. Ubrzo je poslana i treća ekspedicija pod vodstvom Hernána Cortésa. Iako je Velázquez želio smijeniti Cortésa, nije u tome uspio. Cortés je krenuo 18. siječnja 1519. s 11 brodova, 100 mornara, 530 vojnika, liječnikom, nekoliko stotina kubanskih Indijanaca i nešto afričkih crnaca. S tom malom silom uspio je zauzeti Aztečko carstvo, koje je imalo između 2 i 8 milijuna stanovnika. Njegova pobjeda je posljedica sposobnosti da formira saveze s neprijateljima Azteka.
Cortés se iskrcao kod današnjeg Veracruza, gdje je osnovao naselje La Villa Rica de la Vera Cruz. Pošto se nije smio vrati na Kubu, Cortés je sebe proglasio glavnim upraviteljem Veracruza i odrekao se obaveza da bude Velázquezov potčinjeni.
Udružio se s Totonacima i uspio pridobiti njihovog poglavicu da se pobuni protiv Azteka, te da protjera Azteke s toga dijela Yucatána. Cortés je saznao da je Montezuma II. astečki car koji ima sjedište u gradu Tenočtitlanu. U početku su se Azteci opirali napredovanju konkvistadora, a kasnije su smatrali da je Cortés Quetzalcoatl, legendarni kralj – bog, pernati zmaj, koji kontrolira munje i koji će se prema proročanstvu vratiti jednoga dana.
Kada je došao do Tenočtitlana Cortés je zarobio Montezumu II., te je za njega tražio veliku otkupninu. Azteci su se već počeli buniti, bili su začuđeni kraljevom pokornošću, pa su namjeravali protjerati Španjolce. Prvi pokušaj je bio dok je Cortés bio odsutan. Tada je pobijeno mnogo aztečkog plemstva. Narod Tenočitlana se pobunio i izabrao novog vođu. Opsjedali su palaču, u kojoj su se nalazili Španjolci i Montezuma. Cortés je naredio Montezumi da urazumi narod i da ih nagovori da propuste Španjolce do obale. Narod nije slušao Montezumu, nego su se rugali i bacali na njega kamenje. Pritom su ga teško povrijedili, pa je Montezuma umro poslije nekoliko dana. Cortés je pobjegao i udružio se s narodom Tlaksalama, pomoću kojih je zauzimao jedan za drugim aztečki grad.
Nakon pada Aztečkog Carstva Cortés je namjeravao očuvati osnovnu strukturu carstva, ali pod svojim vodstvom. Ubrzo je to promijenio zbog potrebe da plati španjolsku vojsku. Vojnici su dobili velike posjede, a domoroci su živjeli u jednom obliku feudalizma. Viši slojevi aztečkog društva su time mnogo izgubili, a domoroci su postali gotovo robovi. Domorodci su pokršteni, uništavani su hramovi, knjige, kipovi, zabranjeno im je učenje aztečke kulture.
Na spomeniku junačkoj obrani Tlatelolca, danas dijela Ciudad de Méxica gdje je aztečka vojska napokon podlegla španjolskoj sili, stoji natpis sljedećeg sadržaja. 13. kolovoza 1521. pao je Tlatelolco kojeg je junački branio Cuahtemoc, u ruke Hernánu Cortésu. Nije to bio ni poraz ni pobjeda. Bilo je to bolno rođenje naroda mješanaca koji tvori današnji Meksiko.